# Jérémy Lecroq
Jérémy Lecroq, né le 7 avril 1995 à Paris, est un coureur cycliste français.

## Biographie

### Débuts cyclistes et carrière chez les amateurs
Jérémy Lecrocq effectue ses deux années juniors au sein du club d'Argenteuil Val de Seine 95 Junior. Au cours de la saison 2016, il s’illustre sur le Tour de Côte d'Or (2e d'une étape), Paris-Arras Tour (5e d'une étape), le ZLM Tour (6e d'une étape) ainsi que sur du Grand Prix de la Ville de Lillers et de l'Étoile d'or (8e sur ces deux épreuves). Ces performances lui permettent d'être stagiaire au sein de la formation Klein Constantia à partir du 1er août 2016. Équipe avec laquelle il était déjà en contact l'hiver précédent avant de s'engager à nouveau auprès du CC Nogent-sur-Oise. Cette expérience à l'étranger lui permet notamment de participer à la Ronde van Midden-Nederland et à l'Olympia's Tour avec deux 3e places d'étapes à la clé.

### Carrière professionnelle

#### 2017: Roubaix-Lille Métropole
Pour la saison 2017, il rejoint les rangs de l'équipe continentale Roubaix-Lille Métropole. Il passe près de sa première victoire chez les professionnels dès le 21 février, terminant 2e de la première étape du Tour La Provence, derrière Justin Jules. En avril, il prend deux 3e places sur des manches de Coupe des Nations U23, sur le Tour des Flandres Espoirs puis le ZLM Tour. Entre deux, il termine 6e du Grand Prix de Denain. Retenu pour participer aux Quatre Jours de Dunkerque, il y prend une 5e place d'étape. Le 17 août, recommandé par Cyrille Guimard, il est annoncé dans l'effectif de la nouvelle équipe continentale professionnelle créée par Jérôme Pineau. Ce dernier voit en lui un futur coureur de classiques.

#### 2018-2022: Vital Concept

##### Saison 2018
Il commence sa saison au Tour du Haut-Var où il abandonne lors de la deuxième étape. Il enchaîne par deux autres abandons sur la Drôme Classic et le Samyn avant de lever les bras sur le Grand Prix de Lillers-Souvenir Bruno Comini. Il devance à cette occasion son compatriote Yoann Paillot et le coureur belge Alfdan De Decker.
Au printemps, il découvre quatre classiques World Tour, le Grand Prix E3 (abandon), Gand-Wevelgem (57e), le Tour des Flandres (abandon) et Paris-Roubaix (hors-délais). Avant cette dernière course, il se classe 5e du Grand Prix de l'Escaut. Il se distingue par la suite sur les Quatre Jours de Dunkerque (6e de la quatrième étape) et le Tour Poitou-Charentes avec deux tops 10 à la clé. Il connaît une fin de saison difficile avec sept abandons sur neuf jours de course.
Sur piste, au cours de l'été, il devient champion de France de poursuite par équipes (avec Adrien Garel, Marc Fournier et Corentin Ermenault) et se classe également sixième du championnat de France de course aux points,.

##### Saison 2019
Il commence sa deuxième saison au sein de la structure bretonne sur la Tropicale Amissa Bongo où son coéquipier Lorrenzo Manzin remporte deux étapes. En avril, il participe de nouveau au Tour des Flandres (abandon) puis à Paris-Roubaix (72e). Il est victime d'une chute après 32 kilomètres de course sur le Tour de Bretagne qui lui occasionne une luxation de l'épaule. Il reprend la compétition un mois et demi plus tard à l'occasion du Tour de Belgique. Sur la deuxième partie de saison, il se distingue dans un rôle d'équipier, notamment auprès de Bryan Coquard, victorieux sur l'Arctic Race of Norway. Le 1er octobre 2019, l'équipe annonce sa prolongation pour la saison 2020, comptant sur ses capacités de routier-sprinteur. Il connaît une nouvelle fin de saison difficile avec neuf abandons sur ses neuf derniers jours de course.

##### Saison 2020
Il commence sa saison 2020 en Malaisie sur le Tour de Langkawi où il termine 3e de la deuxième étape. De retour en Europe, il ne participe qu'à deux courses en Belgique, Kuurne-Bruxelles-Kuurne (68e) et le Grand Prix Jean-Pierre Monseré (66e) avant que la saison ne soit suspendue à cause de la pandémie de Covid-19. Il se montre à son avantage en fin de saison, attaquant à 25 kilomètres de l'arrivée du Grand Prix d'Isbergues et étant repris dans les dernières kilomètres puis sur Paris-Chauny où il prend la 4e place. Il est également aligné sur Gand-Wevelgem, le Tour des Flandres (71e) et les Trois Jours de Bruges-La Panne. Le 20 novembre, l'équipe bretonne annonce la prolongation de son contrat pour la saison 2021.

##### Saison 2021
Lors du début de saison, il est intégré à la garde rapprochée de Bryan Coquard, l'accompagnant sur l’Étoile de Bessèges, le Tour de la Provence, le Circuit Het Nieuwsblad, Kuurne-Bruxelles-Kuurne et Paris-Nice, qu'il dispute pour la première fois. Coquard, victime d'une béquille à la cuisse à deux kilomètres de l'arrivée, sur la Classic Bruges-La Panne, il dispute le sprint final et se classe 13e de cette course.
Quatre jours plus tard, sur la classique Gand-Wevelgem, il est membre du groupe d'une vingtaine d'éléments qui se détache à plus de 140 kilomètres de l'arrivée. Distancé dans l'ascension du Mont Kemmel à 50 kilomètres du terme, il parvient tout de même à décrocher une 11e place. Encore présent dans le groupe principal sur le Tour des Flandres à 40 kilomètres de l'arrivée, il chute en compagnie de Bryan Coquard avant le deuxième passage du Vieux Quaremont. Devant changer de vélo, il ne parvient pas à réintégrer le peloton et abandonne. Ayant observé une coupure à la suite de son bloc de Classiques, il reprend la compétition fin mai sur le Tour du Limbourg qu’il termine à la 9e place. Il accompagne ensuite Coquard sur les Boucles de la Mayenne et le Tour de Belgique. Il n'est pas retenu pour le Tour de France, l'équipe y emmenant un pôle sprint restreint.
En octobre, son contrat avec B&B Hotels p/b KTM est prolongé jusqu'en fin d'année 2023.

##### Saison 2022
Jérémy Lecrocq est sélectionné avec son équipe B&B Hotels-KTM pour courir le Tour de France. Il y réalise quelques places d'honneur lors des arrivées au sprint. Il se classe notamment 7e de la 2e étape et 6e sur celle des Champs-Élysées. Il est sélectionné pour la course en ligne des championnats d'Europe et a pour l'occasion Arnaud Démare en chef de file.

## Palmarès sur route

### Par années
| - 2013 - Boucles de Seine-et-Marne - 2014 - Grand Prix de la Braderie de Saint-Quentin - 2e du Trio normand espoirs - 2e de Paris-Connerré - 3e du Tour du Canton de Saint-Ciers - 2015 - 2e de Paris-Connerré - 3e de la Boucle de l'Artois - 3e de Paris-Chalette-Vierzon - 3e du Grand Prix de Gommegnies - 3e du Trio normand | - 2016 - Grand Prix d'Avesnes-les-Aubert - 2017 - 3e du Tour des Flandres espoirs - 3e du ZLM Tour - 3e de Paris-Bourges - 2018 - Grand Prix de Lillers-Souvenir Bruno Comini - 2023 - 2e du Tour des 100 Communes - 2e du Grand Prix de Saint-Maximin - 3e du Grand Prix d'Onjon |  |

### Résultats sur les grands tours

#### Tour de France
1 participation
- 2022 : 126e

### Classements mondiaux
| Année                                 | 2015 | 2016  | 2017 | 2018 | 2019  | 2020 | 2021 | 2022  | 2023  | 2024  |
| ------------------------------------- | ---- | ----- | ---- | ---- | ----- | ---- | ---- | ----- | ----- | ----- |
| Classement mondial                    |      | 2336e | 316e | 593e | 3316e | 553e | 303e | 2288e | 1460e | 1240e |
| UCI Europe Tour                       | 787e | 1560e | 143e | 351e | 2013e | 450e | 256e | 1436e | nc    | nc    |
|                                       |      |       |      |      |       |      |      |       |       |       |
| Légende : nc = non classéSource : UCI |      |       |      |      |       |      |      |       |       |       |

## Palmarès sur piste

### Championnats de France
- Hyères 2018
  -  Champion de France de poursuite par équipes (avec Corentin Ermenault, Marc Fournier et Adrien Garel)